# Chicago Motor Speedway
O Chicago Motor Speedway at Sportsman's Park foi um autódromo localizado em Cicero, Illinois, Estados Unidos, foi inaugurado em 1999, recebeu corridas da CART e da NASCAR Truck Series, o complexo também abrigava uma pista de corrida de cavalos e recebeu corridas até 2003, quando suas atividades foram encerradas, atualmente o lugar abriga um depósito da Wirtz Corporation e do Walmart.